# Јозеф Алвинци
Јозеф Алвинци (Винцу де Жос, 1. фебруар 1735 — Будим, 25. новембар 1810) био је аустријски фелдмаршал мађарске националности. У току француских револуционарних ратова у два маха покушао је да деблокира Мантову, али га је оба пута победио Наполеон Бонапарта; у бици код Аркола и бици код Риволија.